# 門松みゆき
門松 みゆき（かどまつ みゆき、1993年3月24日 - ）は、日本の歌謡歌手である。本名は門松由樹。 神奈川県小田原市出身。所属事務所はトップ・カラー。所属レコード会社は日本コロムビア。

## 略歴
2歳の時に演歌に興味を持ち始め、小学生の頃から歌手の道を目指すようになる。
中学生の頃からソプラノ歌手・ボイストレーナーの川島由美のもとでレッスンを受け、2009年16歳の時に出場した日本テレビのオーディション番組『歌スタ!!』で合格。
2009年（16歳）より作曲家の藤竜之介に師事し、10年間、演歌・歌謡曲からポップスまで幅広くレッスンを受ける。
デビューする前には、第一興商カラオケガイドボーカルとして150曲以上の曲を担当。また、『全日本歌唱力選手権 歌唱王』（日本テレビ）第1回本戦大会に出場、「東京イースト21 カラオケのど自慢大会」の司会やゲスト出演（第1回2011年〜第8回2018年）をしていた経歴を持つ。
2019年2月27日に日本コロムビアよりシングル「みちのく望郷歌」でメジャーデビュー。
キャッチフレーズは『”歌う門には福来る” ～伸びやかに天抜ける歌声～』

## 人物
- 身長156cm、血液型O型、おひつじ座。3人姉妹の末っ子。特技はダンス（ジャズダンス・ヒップホップ）、津軽三味線、トロンボーン。三味線は小学4年生の頃から続けている[5]。
- 好きな食べ物は、あん肝、白魚、蒲鉾[5]。
- 趣味は、人間観察、ディズニーグッズの収集など[5]。
- 尊敬する歌手：北島三郎、細川たかし[5]。
- 非公認であるが、自称「勝手に小田原観光大使」として音楽誌の連載コーナーで小田原の魅力の紹介を行なっている[6]。

## 受賞歴
- 2021年5月30日、「ＴＨＥカラオケ★バトル」（テレビ東京）＜最強女子ボーカリストカップ＞優勝。
- 2022年6月13日、日本作曲家協会音楽祭2022・奨励賞を受賞したことが報告された。賞の授与は同年10月3日に開催される「日本作曲家協会音楽祭2022」にて行われる。[7][8][9]

## ディスコグラフィ

### シングル
- 全て日本コロムビアからリリース。

| # | 発売日         | 曲順 | タイトル                 | 作詞       | 作曲                | 編曲       | オリコン 最高順位 | 規格品番                           |
| - | -------------- | ---- | ------------------------ | ---------- | ------------------- | ---------- | ----------------- | ---------------------------------- |
| 1 | 2019年 2月27日 | 01   | みちのく望郷歌           | 石原信一   | 藤竜之介            | 蔦将包     | 56位              | COZA-1522-3[CD+DVD] COCA-17551[CD] |
| 1 | 2019年 2月27日 | 02   | 濡れてめぐり雨           | 石原信一   | 藤竜之介            | 西村真吾   | 56位              | COZA-1522-3[CD+DVD] COCA-17551[CD] |
| 2 | 2020年 2月5日  | 01   | 浜木綿しぐれ             | 石原信一   | 藤竜之介            | 馬飼野俊一 | 58位              | COCA-17732 (Aタイプ)               |
| 2 | 2020年 2月5日  | 02   | ふるさと横丁に灯がともる | 石原信一   | 藤竜之介            | 西村真吾   | 58位              | COCA-17732 (Aタイプ)               |
| 2 | 2020年 2月5日  | 03   | しあわせ岬               | たかたかし | 岩久茂              | 高田弘     | 58位              | COCA-17732 (Aタイプ)               |
| 2 | 2020年 2月5日  | 02   | ふるさと横丁に灯がともる | 石原信一   | 藤竜之介            | 西村真吾   | 58位              | COCA-17733 (Bタイプ)               |
| 2 | 2020年 2月5日  | 03   | かもめの街               | ちあき哲也 | 杉本眞人            | 西村真吾   | 58位              | COCA-17733 (Bタイプ)               |
| 3 | 2021年 1月27日 | 01   | 花の命                   | 石原信一   | 藤竜之介            | 西村真吾   | 6位               | COCA-17829                         |
| 3 | 2021年 1月27日 | 02   | フランチェスカの鐘       | 菊田一夫   | 古関裕而            | 西村真吾   | 6位               | COCA-17829                         |
| 3 | 2021年 1月27日 | 03   | 東京ブギウギ             | 鈴木勝     | 服部良一            | 西村真吾   | 6位               | COCA-17829                         |
| 3 | 2021年 1月27日 | 04   | 小田原小唄               | 石本美由起 | 遠藤実              | 上畑正和   | 6位               | COCA-17829                         |
| 4 | 2022年 5月25日 | 01   | 彼岸花咲いて             | 石原信一   | 蔦将包              | 蔦将包     | 4位               | COCA-18006                         |
| 4 | 2022年 5月25日 | 02   | さくらの唄               | なかにし礼 | 三木たかし          | 西村真吾   | 4位               | COCA-18006                         |
| 5 | 2023年 7月26日 | 01   | 愛 DA・LI・DA            | 森坂とも   | 国安修二            | 矢田部正   | 8位               | COCA-18137                         |
| 5 | 2023年 7月26日 | 02   | Bye Bye                  | 吉井省一   | 国安修二 悠生ありさ | 矢田部正   | 8位               | COCA-18137                         |
| 5 | 2023年 7月26日 | 03   | 濡れてめぐり雨           | 石原信一   | 藤竜之介            | 西村真吾   | 8位               | COCA-18137                         |
| 6 | 2024年 7月24日 | 01   | 今もヨコハマ             | 吉井省一   | 国安修二            | 矢田部正   | 8位               | COCA-18216                         |
| 6 | 2024年 7月24日 | 02   | 浜木綿しぐれ             | 石原信一   | 藤竜之介            | 馬飼野俊一 | 8位               | COCA-18216                         |
| 6 | 2024年 7月24日 | 03   | かもめの街               | ちあき哲也 | 杉本眞人            | 西村真吾   | 8位               | COCA-18216                         |

## 年表

### 2019年
- 1月22日、東京・渋谷区のパセラリゾーツグランデ渋谷にてデビューお披露目イベントを開催。業界関係者約100人を前にデビュー曲を含め計8曲を歌唱した。[10][11][12][13][14][15]
- 2月27日、日本コロムビアより「みちのく望郷歌」でデビュー。
- 7月14日、ヒット御礼＆ファンクラブ発足記念イベントを東京・港区の日本コロムビア本社にて開催。ファンクラブ会員50人を招いてのファンミーティングを行った。[16]
- 10月28日、東京・虎ノ門の金刀比羅宮にて大ヒット＆レコード大賞新人賞祈願を行い、デビュー曲を含む3曲を歌唱し歌の奉納した。[17][18]

### 2020年
- 5月14日、音楽誌『月刊カラオケファン』にて連載コーナーを担当することを自身のブログにて公表。連携コーナーのタイトルを『門松みゆきの「勝手に小田原観光大使！」』とした。タイトルの由来は、自身の地元小田原に少しでも貢献したい盛り上げたい、という主旨で命名した。連携は同年6月号から1年間の予定で、地元 小田原の魅力について記載する。[6]
- 6月7日、LINELIVEにて「カドマチャンネル」を開始。ほぼ毎週1回のペースで約1時間の生配信を行う。配信内では自身のオリジナル曲やカバー曲を含めて3曲ほどを歌唱。[19]
- 8月15日、公式インスタグラムを開設。[20]
- 10月12日、地元を紹介する動画「勝手に小田原観光大使」をYouTubeにて公開した。自身の出身地である神奈川県小田原市の名物や魅力を勝手に紹介する動画で今後シリーズ化の予定。歌手を目指し上京するまでを過ごした同市への恩返しの想いから始めたもので、スタッフからのミッションをクリアしながら同市の紹介をしていく。第1回は小田原提灯を5つ探し歩く動画で、複数の歌謡曲系サイトのネットニュースに掲載された[21][22][23][24][25][26][27]。以降の動画配信リストは 同ページの#SNS系動画配信 欄に記載。

### 2021年
- 1月1日、1月27日リリース予定の3rdシングル曲『花の命』のミュージック・ビデオをYouTubeにて公開。[28][29][30]
- 1月27日、3rdシングル曲『花の命』をリリース。同日のオリコンデイリーランキング演歌・歌謡曲部門で第2位となる。[31]　演歌・歌謡曲系の音楽情報サイト「うたびと」にてインタビュー記事が掲載された。[32]
- 2月3日、3rdシングル曲『花の命』のオリコンウィークリーランキング 演歌・歌謡曲部門で6位を獲得。[33]
- 5月30日、「ＴＨＥカラオケ★バトル」（テレビ東京）＜最強女子ボーカリストカップ＞に初出場し優勝を獲得。Cブロック最終決戦（予選）では高橋真梨子の『ごめんね…』を歌唱（98.186点）、決勝ではDREAMS COME TRUEの『未来予想図Ⅱ』を歌唱（99.248点）した。[34][35][36][37][38][39]
- 6月1日、前述の「ＴＨＥカラオケ★バトル」に初出場・優勝記念として、日本コロムビア公式YouTubeチャンネルにてライブ生配信を実施。トークを交えながら自身のオリジナル3曲とカラオケ★バトルでの課題曲2曲を歌唱した。[40]
- 7月11日、「ＴＨＥカラオケ★バトル【夏のチャンピオンカップ】」に出演。細川たかしの『北酒場』を歌唱した。[41]
- 11月1日、第54回日本作詩大賞・ノミネート作品として石原真一が作詞した、自身のオリジナル曲である『花の命』が決定した。同年12月4日に開催される第54回日本作詩大賞の大賞決定および受賞式において歌唱を行う。[42]
- 12月4日、第54回日本作詩大賞において、同賞ノミネート曲の『花の命』を歌唱した。[43][44]

### 2022年
- 1月30日、「ＴＨＥカラオケ★バトル【歌の異種格闘技戦】」に出演。大橋純子の『シルエット・ロマンス』を歌唱し、カラオケ採点にて99.425の高得点となるも予選にて敗退。[45][46]
- 4月17日、「ＴＨＥカラオケ★バトル」（テレビ東京）＜最強女子ボーカリストカップ＞に出場。10人の女性ボーカリストによる予選にて高田みづえの『硝子坂』を歌唱し98.286点で上位3名に残り決勝に進出。決勝では夏川りみの『涙そうそう』を歌唱したが97.546点で優勝に至らなかった。[47][48][49]
- 5月3日、自身の出身地、神奈川県小田原市で開催された「北條五代　歴史と文化の祝典」の「武者パレード」に足軽姿の扮装にて参加。小田原城銅門広場をスタートし同地点までを周回する2.1kmのパレードのコースを約1時間をかけ練り歩いた。同イベントの前身である「小田原北條五代祭り」には中学・高校時代に吹奏楽部のトロンボーン奏者としてパレードに参加していた経歴があり、作曲家「藤竜之介」の内弟子になるきっかけを作った場でもある。[50][51][52][53]
- 5月20日、東京・港区の虎ノ門金刀比羅宮にて新曲「彼岸花咲いて」のヒット祈願を行い、同曲を含め3曲を歌唱し歌の奉納を行った。[54][55]
- 6月6日付（5月23日～5月29日）のオリコンウィークリー演歌・歌謡シングルランキングにて4位を獲得。[56]
- 7月10日、自身の出身地である神奈川・小田原市の小田原三の丸ホール・大ホールにて「門松みゆき　三の丸　Covers」と題したワンマンコンサートを開催。自身としては初のワンマンライブとなる。同コンサートは小田原市民ホール開館記念事業の一環として開催されたもので、ゲストとして「小田原ふるさと大使」のシンガー・ソングライター『白井貴子』を迎え、歌謡曲やフォークなどのカバー曲を中心にオリジナル曲を含め計16曲を歌唱した。[57][58][59][60][61][62][63][64][65]
- 10月3日、東京・北区の北とぴあ・さくらホールで開催された「日本作曲家協会音楽祭・2022」にて、奨励賞を受賞した。[66][67][68]

### 2023年
- 5月３日、出身地の神奈川・小田原市で開催された「第59回北條五代祭り」のパレードに着物姿で参加した。同祭りへの参加は昨年に引き続き２回目となる。[69][70][71][72][73][74]
- 8月7日付（7月24日～7月30日）のオリコンウィークリー演歌・歌謡シングルランキングにて、7月26日リリースした新曲「愛 DA・LI・DA」が8位を獲得。[75]

### 2024年
- 7月23日、東京・渋谷区のライブハウス「gee-ge.」において新曲「今もヨコハマ」の発売記念ライブを開催。新曲を含めデビュー曲「みちのく望郷歌」のほか「横須賀ストーリー」を始めとする山口百恵メドレーなど１３曲を歌唱した。[76][77][78][79]
- 8月5日付（7月22日～7月28日）オリコン週間　演歌・歌謡シングルランキングにて新曲「今もヨコハマ」が8位を獲得。[80][81]
- 10月14日、出身地である神奈川・小田原市の「第33回小田原ちょうちんまつり」に参加。[82][83]

## 出演

### テレビ

#### レギュラー出演
- 「令和歌謡塾」（2019年5月〜2022年2月、BS日テレ）[84]
  - 偶数月水曜日05:00〜05:30
- 「ハッピーミュージック」（2021年5月7日〜2022年5月、BS12）[85][86]
  - 金曜日05:00〜05:30

#### NHK
新・BS日本のうた（NHK BSプレミアム）
- 2019年5月12日　『俺の出番はきっと来る』
- 2019年10月13日　『酔っぱらっちゃった』、『懐しのブルース』、『東京キッド』
- 2020年2月23日　『夫婦みち』、『待つわ』（椎名佐千子と共演）。『お祭りマンボ』（市川由紀乃、椎名佐千子と共演）
- 2020年8月9日　『浜木綿しぐれ』他
- 2020年10月25日　『酔っぱらっちゃった』、『今夜は離さない』他
- 2022年10月16日　『お吉物語』、『彼岸花咲いて』
- 2023年6月11日
- 2023年10月15日　『鴎という名の酒場』、『愛 DA・LI・DA』
- 2024年12月15日　『かもめはかもめ』、『これが呑まずに居られるかい』、『ようかい体操第一』（他の出演者と共演）
- 2025年7月20日　『東京ブルース』、『港が見える丘』

ごごウタ（NHK総合）
- 2019年3月8日　『みちのく望郷歌』
- 2019年9月13日　『濡れてめぐり雨』
- 2020年2月14日　『浜木綿しぐれ』
- 2020年7月16日　『浜木綿しぐれ』
- 2021年2月20日　『花の命』[87]

うたコン（NHK総合）
- 2019年3月12日　放送終了後のコーナー「アトラクション」に出演。初めてNHKホールの舞台に立つ。

はやウタ（NHK総合）
- 2021年5月2日、『花の命』[88]
- 2022年6月27日、『彼岸花咲いて』
- 2023年9月25日

#### 民放
- 「西川ひとみの歌日和」（2020年2月23日~、テレビ埼玉 他）
- 「歌謡最前線」（2020年3月17日~、千葉テレビ 他）
- 「歌謡最前線」（2020年10月27日~、千葉テレビ 他）
- 「歌謡最前線」（2021年1月26日~、千葉テレビ 他）
- 「歌謡最前線」（2022年3月8日~、千葉テレビ、他）
- 「カラオケ大賞」（2020年4月6日、千葉テレビ）
- 「歌謡スクエア」（2020年4月12日、BS12）
- 「カラなび歌謡曲」（2020年4月13日~、群馬テレビ 他）
- 「洋子の演歌一直線」（2020年4月12日、テレビ東京）
- 「洋子の演歌一直線」（2022年6月26日、テレビ東京）
- 「洋子の演歌一直線」（2022年12月18日、テレビ東京）
- 「洋子の演歌一直線」（2023年8月20日、テレビ東京）
- 「安藤みゆきと小桜舞子の歌の彩は」（2020年4月23日~、とちぎテレビ 他）
- 「三沢あけみのお茶会歌謡界」（2020年5月6日、BS12）
- 「宮本隆治の歌謡ポップス☆一番星」（2020年6月25日、歌謡ポップスチャンネル）
- 「宮本隆治の歌謡ポップス☆一番星」（2022年7月8日、歌謡ポップスチャンネル）
- 「演歌大好き」（2020年8月6日、群馬テレビ）
- 「未来へつなぐ にっぽんの歌魂」（2020年12月18日、BS-TBS）
- 「THEカラオケ★バトル」（2021年5月30日、テレビ東京）＜最強女子ボーカリストカップ＞[34][35]
- 「THEカラオケ★バトル【夏のチャンピオンカップ】」（2021年7月11日、テレビ東京）[41]
- 「THEカラオケ★バトル【歌の異種格闘技戦】」（2022年1月30日、テレビ東京）[45][46]
- 「THEカラオケ★バトル」（2022年4月17日、テレビ東京）＜最強女子ボーカリストカップ＞[47][48][49]
- 「BS演歌の花道」（2021年10月24日、BSテレ東）中森明菜の『難破船』を歌唱。[89]
- 「第54回日本作詩大賞」（2021年12月4日、BSテレ東）同賞ノミネート曲『花の命』を歌唱。[42][43][44]
- 「令和歌謡塾」（2022年5月25日、BS日テレ）同日リリースの新曲「彼岸花咲いて」を歌唱。
- 「令和歌謡塾」（2023年5月10日、BS日テレ）
- 「令和歌謡塾」（2023年7月5日、BS日テレ）
- 「令和歌謡塾」（2024年8月28日、BS日テレ）
- 「DAM channel 演歌」（2022年6月21日、BS日テレ）
- 「山崎ていじのさわやか歌謡曲」（2022年6月23日、BS12）
- 「ミュージックブレイク」（2022年7月3日、テレビ東京）
- 「歌謡ポップス芸能ニュース」（2022年7月4日、歌謡ポップスチャンネル）
- 「月〜金お昼のソングショー ひるソン!」（2022年7月5日、テレビ東京）
- 「徳光和夫の名曲にっぽん 昭和歌謡人」（2022年7月15日、7月22日、BSテレ東）
- 「徳光和夫の名曲にっぽん」（2023年2月24日、BSテレ東）
- 「徳光和夫の名曲にっぽん 2時間スペシャル」（2024年4月12日、BSテレ東）「雨のブルース（淡谷のり子）」を歌唱。[90]
- 「徳光和夫の名曲にっぽん＜珠玉のムード歌謡２時間スペシャル＞」(2025年1月17日、BSテレ東）「恋の町札幌」、「夜のめぐり逢い」（平松賢人とデュエット）を歌唱。[91]
- 「歌ナビ歌謡曲」（2022年、テレビ埼玉）
- 「人生、歌がある」（2022年9月10日、BS朝日）「彼岸花咲いて」を歌唱。[92]
- 「人生、歌がある」（2023年9月2日、BS朝日）「愛 ＤＡ・ＬＩ・ＤＡ」、歌手「松阪ゆうき」と「噂の女」を歌唱。[93]
- 「人生、歌がある」（2025年8月2日、BS朝日）「かもめの街」（ちあきなおみ）を歌唱。[94]
- 「日本作曲家協会音楽祭」（2022年11月3日、BSテレ東）
- 「ニッポンの歌ヂカラ」（2022年11月12日、テレビ東京）「めざせ！ポケモンマスター」を歌唱。[95]
- 「響宴!にっぽん歌謡ショー」（2023年1月28日、BSテレ東）
- 「ハッピーミュージック」（2023年9月9日、BS12）
- 「歌謡プレミアム」（2023年7月24日、BS日テレ）
- 「そのとき、歌は流れた～時代を彩った昭和名曲」（2024年7月10日、BS日テレ）「虹色の湖」、「パープルタウン」を歌唱。[96]
- 「そのとき、歌は流れた～時代を彩った昭和名曲」（2024年7月17日、BS日テレ）「色づく街」を歌唱。[97]
- 「そのとき、歌は流れた～時代を彩った昭和名曲」（2024年8月14日、BS日テレ）「星の砂」（小柳ルミ子）を歌唱。[98]

### ラジオ

#### レギュラー出演
- 「原・門松の歌謡曲主義」（2019年4月〜2021年3月、東海ラジオ）
  - 第1日曜日17:00～19:30生放送
  - パーソナリティ:原光隆（東海ラジオアナウンサー）・門松みゆき

#### ゲスト出演
- 「日曜バラエティー」（2019年3月3日、NHKラジオ第一）
- 「ココロイースタシオン」（2020年2月20日、ぎふチャン）
- 「サンデー演歌ベスト30」（2020年3月1日、ぎふチャン）
- 「夏木ゆたかのホッと歌謡曲」（2020年2月11日、ラジオ日本）
- 「イチ押し 歌のパラダイス」（2020年3月11日、NHK第1ラジオ）
- 「CBC歌謡ベストテン」（2020年3月22日、CBCラジオ）
- 「歌謡曲主義 26時の歌謡曲」（2020年3月23日、東海ラジオ）
- 「モーニング・ガーデン」（2020年3月26日、FMおだわら）
- 「岩波理恵の本気ートーク」（2020年4月4日~、和歌山放送 他）
- 「タブレット純 音楽の黄金時代」（2020年4月16日、ラジオ日本）
- 「水森英夫のチップイン歌謡曲」（2020年5月2日~6月4日、火曜会加盟18局）
- 「水森英夫のチップイン歌謡曲」（2021年1月23日~1月28日、火曜会加盟18局）
- 「中山秀征の有楽町で逢いまSHOW」（2021年3月28日、ニッポン放送）
- 「ラジオdeヒットミー」（2021年8月31日・9月14日、山形放送）
- 「夏木ゆたかのホッと歌謡曲」（2021年9月2日、ラジオ日本）
- 「彩青の“しゃべり者です”」（2021年9月4日、東海ラジオ）
- 「若山かずさの今日も一生懸命」（2021年9月23日、かずさエフエム）
- 「Park Side Square」（2021年10月27日、エフエムたちかわ）
- 「中山秀征の有楽町で逢いまSHOW」（2021年11月21日、ニッポン放送）
- 「水森英夫のチップイン歌謡曲」（2022年1月8日~15日、火曜会加盟18局）
- 「夏木ゆたかのホッと歌謡曲」（2022年5月23日、ラジオ日本）
- 「第9回 とれたて音楽館」（2022年6月4日、NHKラジオ第一）
- 「出光仁美のラジオdeヒットミー」（2022年6月5日、ぎふチャン）
- 「越川ゆう子の歌日記」（2022年6月12日、ラジオ川越）
- 「村木弾のやるので～GOZARU～」（2022年7月2日、7月9日、CRT栃木放送）
- 「5時間耐久ラジオ」（2022年8月6日、北日本放送）
- 「夏木ゆたかのホッと歌謡曲」（2023年7月18日、ラジオ日本）

### SNS系動画配信

#### レギュラー出演
- 「みゆきとyayAのまるごと!マンデー」（2021年10月11日〜、YouTube）【TTCスタジオチャンネル】にて、毎月第二・第四月曜日の21:00より配信。[99]
- 「門松みゆきの勝手に小田原観光大使」（2020/10/12～、YouTube）自身の出身地である小田原市観光大使になることを目指して、地元小田原市の観光スポットやグルメ情報などをドキュメント風映像として紹介。不定期の連載配信であるが2022年3月時点で14回を重ねる。以下に連載内容を記載する。

| 回数    | 配信日         | テーマ                                                                          | 概要 |
| ------- | -------------- | ------------------------------------------------------------------------------- | --- |
| ＃1     | 2020年10月12日 | 「小田原提灯編」                                                                | 「小田原名物の「小田原提灯」を5つ見つける」というミッションを掲げて小田原の街中を移動しながら紹介                                                                                    |
| ＃2     | 2020年10月22日 | 「TOTOCO小田原編」                                                              | 「映える海鮮丼を作る」というミッションをクリアするというテーマで早川漁港にある漁港の駅「TOTOCO小田原」を紹介                                                                         |
| ＃3     | 2020年11月6日  | 「小田原城編」                                                                  | 「小田原城にて歴史を感じる写真一枚を撮る」をテーマに天守閣の頂上まで登りながら内部の資料館や周辺のグルメを紹介                                                                       |
| #4      | 2020年12月9日  | 「鈴廣編」                                                                      | 「オリジナルかまぼこを作る」をテーマに小田原蒲鉾の老舗「鈴廣」にある「かまぼこ博物館」にて揚げかまぼこ手作り体験などを紹介                                                           |
| #5      | 2021年2月16日  | 「ういろう編」                                                                  | 小田原名産品の同地発祥の和菓子「ういろう」を紹介。また、ミッションとして「外郎売りの口上」を披露した。                                                                               |
| #6      | 2021年3月24日  | 「小田原市役所編」                                                              | オリジナル曲「花の命」のヒット祈願の模様と、観光大使の公認を願い出るべく小田原市長を訪問した。                                                                                       |
| #7      | 2021年6月5日   | 「料亭門松編」                                                                  | 地元の「料亭門松」の懐石料理をグルメレポートした |
| #8      | 2021年7月22日  | 「海～光のアート編」                                                            | 小田原の海の紹介として「御幸の浜」から早川漁港での魚釣り体験、光のアートとして小田原城のイルミネーションを紹介。                                                                     |
| #9      | 2021年11月2日  | 「ミナカ小田原編」                                                              | 2020年12月にオープンした小田原駅直結の複合商業施設「ミナカ小田原」を紹介。同施設内の飲食物を中心にレポート。                                                                         |
| #10     | 2022年2月５日  | 「龍宮堂編」                                                                    | 小田原かまぼこ通りから竜宮神社付近をグルメ情報と共に紹介。 |
| #11     | 2022年2月8日   | 「かるびラーメン小田原編」                                                      | 小田原の新しいグルメ商品として話題の「かるびラーメン」を紹介。 |
| #12     | 2022年2月21日  | 「ぐるりくるり編」                                                              | 今人気の「野菜巻き串 ぐるりくるり」をグルメレポートと共に店舗を紹介。 |
| #13     | 2022年2月21日  | 「梅まつり編」                                                                  | 梅の名所,曽我別所梅林にて毎年2月に開催される「梅まつり」を周辺のグルメ情報と共に紹介。                                                                                               |
| #14     | 2022年3月19日  | 「AGRI WAYS編」                                                                 | 小田原市の「AGRI WAYS」でのいちご狩り体験を紹介。 |
| #15     | 2022年8月8日   | 「小田原干物編」                                                                | 干物開き体験をテーマに小田原市にある干物商店にて魚のさばき方を習いながら干物作りを体験。                                                                                             |
| #16     | 2022年8月23日  | 「北條五代 歴史と文化の祝典編」                                                 | 同年5月3日に行われた小田原「北條五代歴史と文化の祝典」にて足軽に扮しパレードに参加した時の模様を紹介。                                                                               |
| #17     | 2022年8月31日  | 「小田原提灯作り編」                                                            | 小田原にある提灯の製造元にて自身の名入りの提灯の制作過程の紹介と文字入れを体験。 |
| #特別編 | 2022年12月3日  | 「2022/7/10 小田原三の丸ホール開館記念事業 門松みゆきファーストソロコンサート」 | 7月10日に行われたファーストコンサートの模様をダイジェスト動画として公開。 |
| #18     | 2023年2月21日  | 「アスレチック編」                                                              | 「こどもの森わんぱくらんど」にあるアスレチック施設「フォレストアドベンチャー・小田原」にて、樹の上に登り樹から樹へと渡りながら、森の中で自然を感じるフォレストアドベンチャーを体験。 |
| #19     | 2023年4月13日  | 「大食い編」                                                                    | 小田原市内にある丼物専門店「丼万次郎」を紹介。重量が1kgの大海老天丼の完食にチャレンジ。                                                                                              |

ゲスト出演
- 「新みんかよたいむ」（2022年7月16日、YouTube）[120]

## その他
- 音楽誌『月刊カラオケファン』の連載コーナーを担当。タイトルは『門松みゆきの「勝手に小田原観光大使！」』。連載は2020年6月号より2021年6月号まで続いた。[121]
- 音楽誌『月刊カラオケファン』の連載コーナーを前年に引き続き担当。タイトルを『門松みゆきの “まだまだ”「勝手に小田原観光大使！」』。連載は2021年8月号より開始。[122]
- 音楽誌『 歌の手帖2021年9月号』、「THE カラオケ★バトル」初出場・初優勝インタビュー 記事。[123][124]